# Three Times
Three Times (最好的時光S, Zuì hǎo de shíguāngP, lett. "Il momento migliore") è un film del 2005 diretto da Hou Hsiao-hsien. È composto di tre storie d'amore distinte cronologicamente tra May e Chen, nel 1911, 1966 e 2005, interpretate dagli stessi attori: Shu Qi e Chang Chen.

## Trama
1966 Kaohsiung: Amore sogno. Chen incontra May che lavora nella sala del biliardo. I due fanno una partita insieme prima che lui parta per il servizio militare. Ottenuto un permesso torna per cercarla ma sembra essere scomparsa.
1911 Dadaocheng: Sogno libero. Il proprietario di una piantagione di tè vuole rilevare il contratto di una cortigiana. Ma il figlio la mette incinta e i rapporti con il padre si complicano. Ne conseguirà una partenza per il Giappone dove si trova un rivoluzionario cinese in esilio.
2005 Taipei: Sogno dei giovani. Jing è una giovane cantante epilettica e con un difetto alla vista. Vive con la madre e la nonna e una giovane amante. Zhen lavora presso un fotografo e ha una compagna, Blue. Quando questa scopre che Zhen la tradisce con Jing, la situazione precipita.
È film dolente sulla impossibilità/possibilità dell'amore indipendentemente dalle epoche, con una riflessione sul potere di condizionamento delle convenzioni sociali.

## Produzione
Three Times era stato originariamente pensato per essere una raccolta omnibus di cortometraggi, con Hou Hsiao-hsien a dirigere solo uno dei segmenti, Ma per mancanza di fondi Hou assunse la produzione.

### Amore sogno
(戀愛夢S, Liàn'ài mèngP) è stato girato a Kaohsiung, ambientato nel 1966, i dialoghi sono in lingua min nan

### Sogno libero
(自由夢S, Zìyóu mèngP) è stato girato a Dadaocheng, ambientato nel 1911, con il dialogo presentato solo attraverso sottotitoli sullo schermo.

### Sogno dei giovani
(青春夢S, Qīngchūn mèngP) è stato girato a Taipei, ambientato nel 2005, i dialoghi sono in cinese mandarino.

## Colonna sonora
Il film contiene musiche come Smoke Gets in Your Eyes dei The Platters (nel primo episodio) e Rain and Tears degli Aphrodite's Child.

## Accoglienza

### Critica
Three Times ha ricevuto critiche principalmente positive. Rotten Tomatoes riporta che l'86% di 50 critiche campionate ha dato le recensioni positive di film, che ha ottenuto una media di voto di 7.8 su 10. Su IMDb il film ha ottenuto un punteggio di 7.0 su 10.
Un tempo per l'amore, è stato il capitolo che ha riscosso maggior successo, mentre Un tempo per la giovinezza (che è stato spesso paragonato a Millennium Mambo) è stato il più negativamente accolto. Un tempo per la libertà è stato paragonato da molti critici a Flower of Shanghai, film dello stesso regista. Le critiche tra le testate italiane sono state di pareri misti:
(Tullio Kezich, Corriere della Sera, 20 maggio 2005)
(Valerio Caprara, Il Mattino, 21 maggio 2005)
(Alberto Crespi, L'Unità, 21 maggio 2005)

## Riconoscimenti
- 2005 – Festival di Cannes
  - Candidato alla Palma d'oro
- 2005 – Golden Horse Film Festival[5]
  - miglior film taiwanese dell'anno
  - migliore attrice - Shu Qi
  - miglior regia - Hou Hsiao-hsien
  - candidato miglior attore - Chang Chen
  - candidato miglior direttore artistico
  - candidato miglior fotografia
  - candidato miglior montaggio
  - candidato miglior trucco e costume
  - candidato miglior film
  - candidato miglior sceneggiatura originale
- 2005 – Hong Kong Film Awards
  - candidato miglior film asiatico
- 2006 – Yerevan International Film Festival
  - Golden Apricot per il miglior film